# Gebirgsgruppe

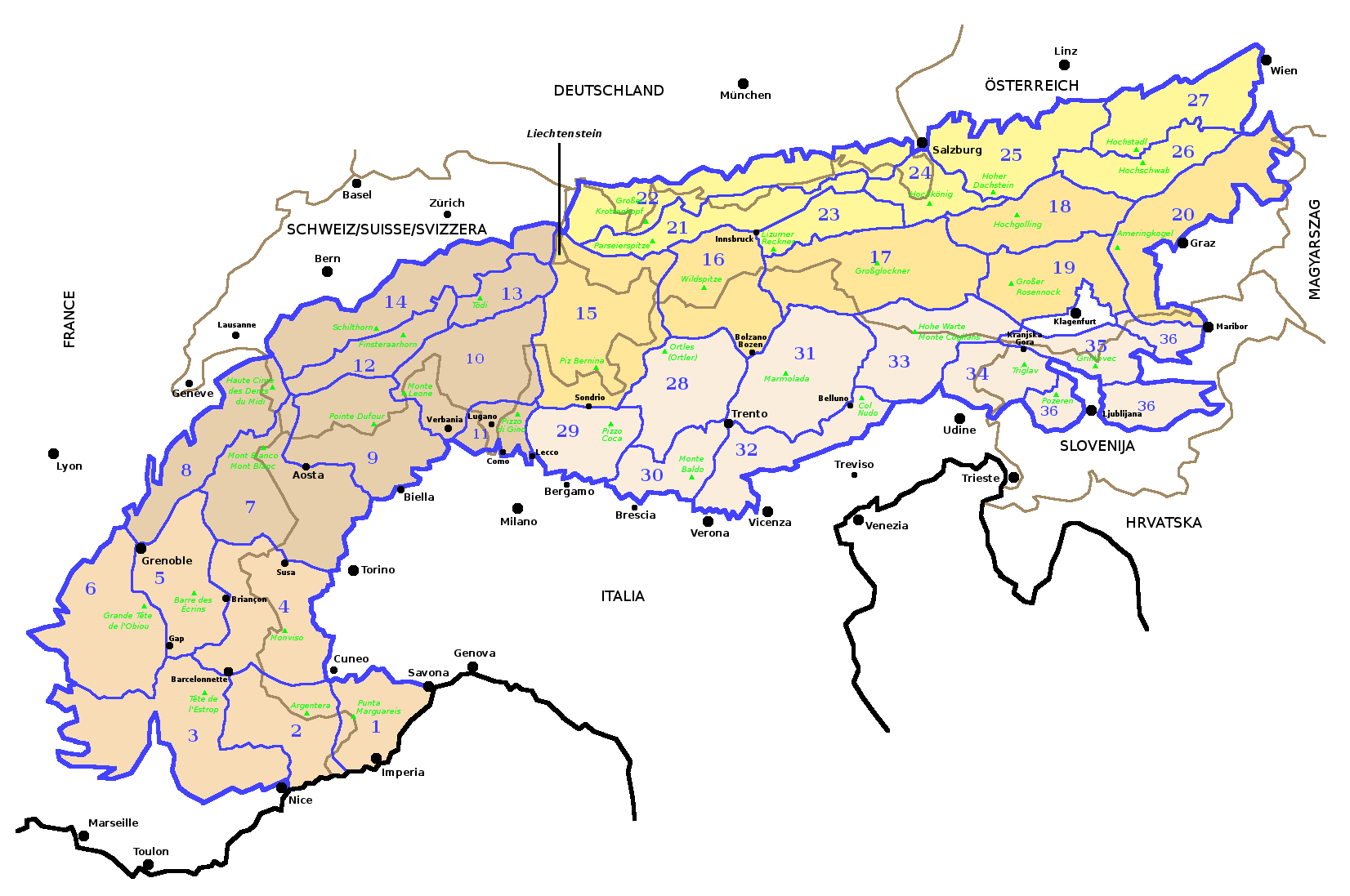
Gebirgsgruppeneinteilung der Alpen nach SOIUSA

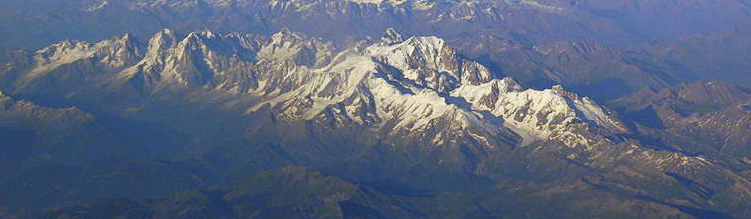
Luftaufnahme der nach ihrem Hauptgipfel benannten Mont-Blanc-Gruppe in den Alpen

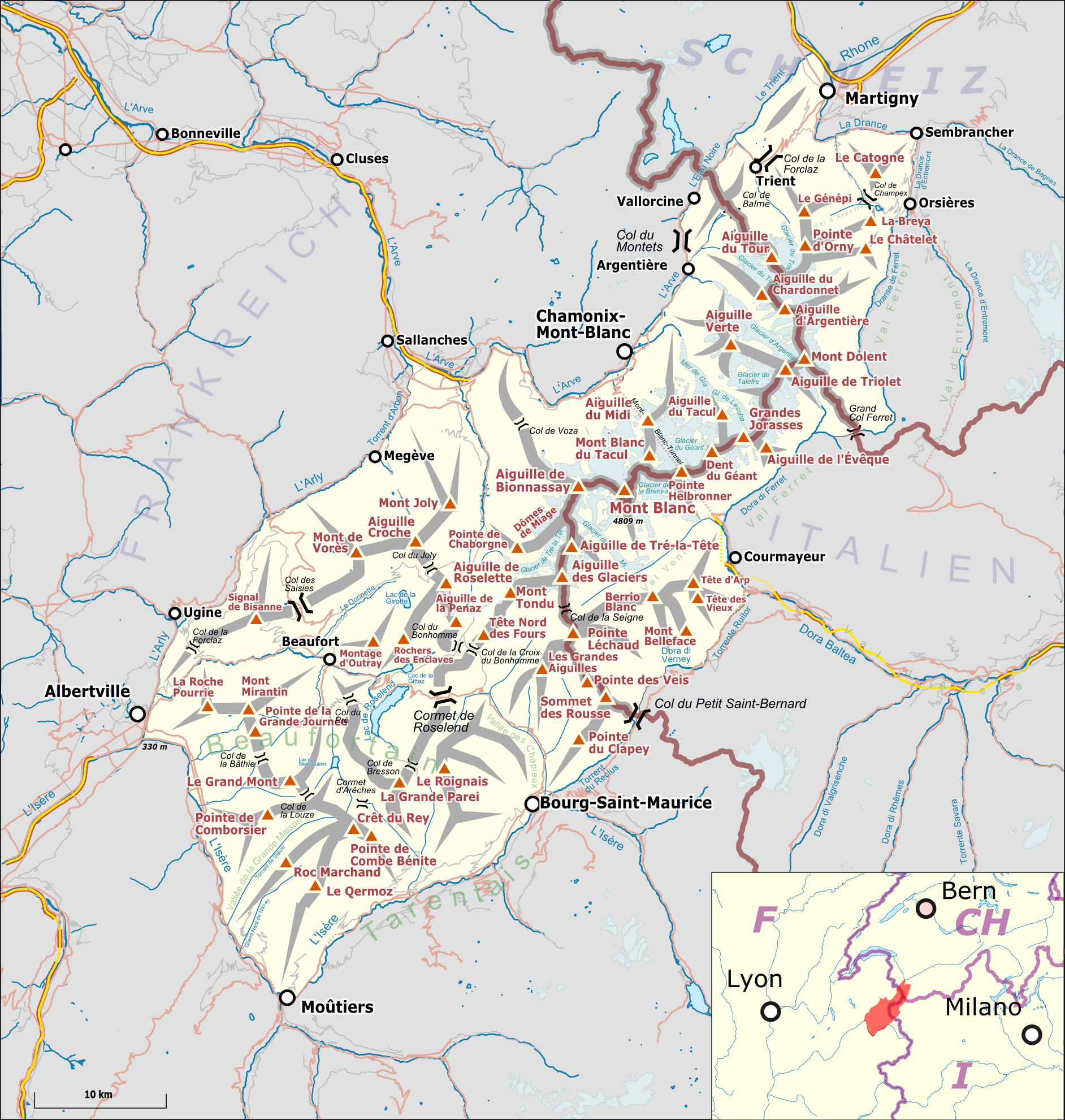
Karte der Mont-Blanc-Gruppe

Eine Gebirgsgruppe ist ein unter geografischen (insb. geologischen, orografischen und orogenetischen), politischen/administrativen, lokalen, touristischen oder auch willkürlichen Aspekten abgegrenzter Teil eines Gebirges, der in der Regel mehrere Bergmassive und ganze Gebirgszüge sowie die zugehörigen Talungen umfasst. Größere Gebirgsgruppen werden teilweise weiter in Untergruppen gegliedert. Gebirgsgruppeneinteilungen finden in erster Linie im Hochgebirge Anwendung.
Internationale Standards hinsichtlich der Einteilung von Gebirgen sind derzeit nicht in Sicht. Die Systematik ist je nach Anwendungsgebiet und nationalen Eigenheiten oft völlig unterschiedlich.

## Geschichte
Bereits in der Antike verwendeten die Literaten der alten Griechen und Römer in ihren Schriften Bezeichnungen für einzelne Abschnitte der Alpensüdseite, die maximal bis an die höchsten Kämme des Gebirges reichten und nach ihren Bewohnern, dem Land oder der Provinz benannt wurden. Obwohl es sich dabei nicht um Gebirgsgruppen im heutigen Sinn handelte, haben sich einige Bezeichnungen bis in unsere Zeit erhalten. Beispiele hierfür sind die Alpes Cottiae, Alpes Graiae, Alpes Pennine oder Alpes Rhaeticae.
Um die Mitte des 19. Jahrhunderts erfolgten erste Versuche, die schier unübersehbare Zahl der Alpengipfel – Höhne nennt eine Zahl von 300.000 selbständigen Bergen – zu sichten und zu ordnen, um Wissenschaftlern, Bergsteigern und Touristen eine Orientierungshilfe zu geben. Der Gebietskenner Adolf Schaubach war einer der ersten, der einen ernsthaften Versuch zur Einteilung der Alpen unternahm. In seinem zwischen 1845 und 1847 erschienenen fünfbändigen Reisehandbuch Die Deutschen Alpen erfolgt die Einteilung des Gebirges anhand von Flüssen, Pässen und unter geologischen Aspekten. Unter den Deutschen Alpen verstand Schaubach die deutschsprachigen Alpen, ein Gebiet, das sich zu großen Teilen mit den heutigen Ostalpen deckt. Diese unterteilte er in Nordalpen, Centralalpen und Südalpen. Die Schaubachschen Centralalpen waren in Abtheilungen und weiter in Gruppen aufgeteilt, Nord- und Südalpen waren lediglich in Gruppen gegliedert.
Der Schweizer Geologe Bernhard Rudolf Studer versuchte sich in seinem Werk Die Geologie der Schweiz als erster an einer Einteilung der gesamten Alpen nach geologischen Kriterien, kam aber zu dem Schluss, dass dies nur bedingt möglich sei. Später publizierte er eine viel beachtete Schrift zur Orographie der Schweizer Alpen.

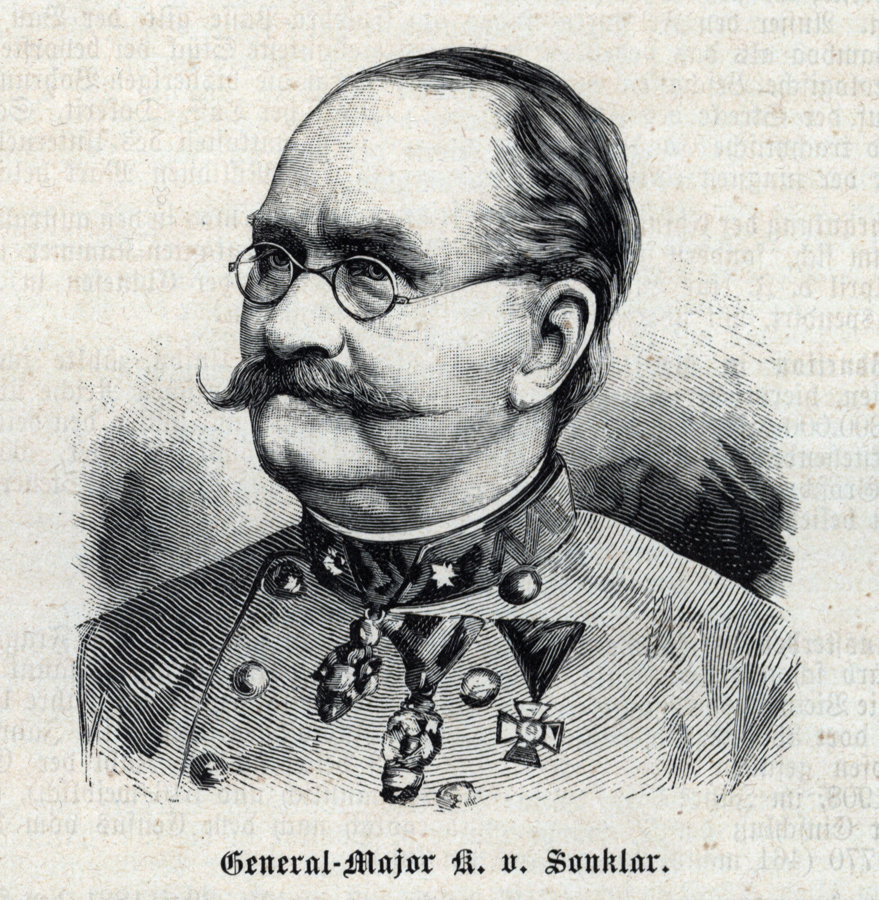
Carl von Sonklar

Einen Gegenentwurf zu Studer schuf 1870 Carl von Sonklar mit seiner Einteilung der Schweizer und der Deutschen Alpen, die er sechs Jahre später auf die gesamten Alpen erweiterte. Im Zweifelsfall gewichtete er orografische Kriterien höher als geologische. Seine Einteilung trennte die Westalpen (zwischen Mittelmeer und einer Linie vom Westufer des Genfersees über den Großen Sankt Bernhard und das Aostatal) von den Mittelalpen (im Osten bis zum Reschenpass) und den Ostalpen. Mittel- und Ostalpen waren jeweils wieder von Nord nach Süd dreigeteilt. Diese Großeinheiten waren ihrerseits wieder in Gruppen gegliedert. Trotz einiger Unzulänglichkeiten seiner Arbeit gilt der Sonklarsche Entwurf als historisch bedeutend. Sonklar selbst versäumte, seine zunehmend auf Akzeptanz stoßende Einteilung an die rasant fortschreitenden Kenntnisse über den Alpenraum anzupassen.
August Böhm von Böhmersheim, der sich intensiv mit der Geomorphologie der Alpen befasste, kritisierte Sonklar 1887 scharf: 

„Die Alpen sind bisher nach Massgabe der wichtigeren Flussläufe in einzelne Abschnitte zerlegt worden, welche man mit Vorliebe als ‚natürliche‘ orographische Gruppen bezeichnete. Es wurde hierbei gänzlich übersehen, dass man sich solcherart nicht auf orographischer, sondern auf rein hydrographischer Grundlage bewegte. […] Die Orographie hat es in erster Linie mit Bergen, dann erst mit Tiefenlinien und Thälern, und in allerletzter Linie mit Flussläufen zu thun.“

An Sonklars Arbeit kritisierte Böhm weiter die Abgrenzung der Central- von den Nord- bzw. Südalpen. Er selbst orientierte sich weniger an den Flüssen als am Verlauf der Talungen, wobei er sich gegen die Vernachlässigung des Landschaftscharakters und damit der geologischen Zusammenhänge stellte. Nach langem Ringen nahm Böhm eine Unterteilung in West- und Ostalpen vor, wobei die Trennung mit einem Winkel zum Lago Maggiore entlang der Rhein-Splügen-Linie verlief. Mit seiner 1887 erschienenen Eintheilung der Ostalpen schuf er ein zeitgemäßes Werk, das wissenschaftlichen und touristischen Belangen gleichermaßen dienen konnte.
Seit Gründung der ersten alpinen Vereine im Goldenen Zeitalter des Alpinismus wandten sich zunehmend auch interessierte Bergsteigerkreise der Erkundung und Erforschung der Alpen zu. Eine streng wissenschaftliche Einteilung der Alpen in Gebirgsgruppen stand für die eher touristisch interessierten Alpinisten weniger im Vordergrund als die Betrachtung der Bergwelt nach einheitlichen „physiognomischen“ Merkmalen. Dem Rechnung tragend legte der Wiener Hugo Gerbers im Jahr 1901 eine „für Alpinisten und Bergfreunde bestimmte“ Eintheilung der Ostalpen vor. Seine mehrstufige, 300 Gruppen und Untergruppen umfassende Gliederung mit Anlehnungen an Böhm waren eine umfangreiche Sammlung aller damals verwendeten Namen und Bezeichnungen. Die Teilung zwischen Ost- und Westalpen folgte einer neuen Linie, die Dreiteilung der Ostalpen in Nord-, Ur- und Südalpen wurde beibehalten, und mit der Feingliederung der Bayerischen Voralpen wurden erstmals deutsche Betrachtungsweisen in das bislang von österreichischer Seite dominierte Thema eingebracht. Gerbers veröffentlichte seine Sichtweise in den führenden alpinen Zeitschriften Deutschlands und Österreichs.
Josef Moriggls Einteilung von 1924 war der nächste Schritt bei der touristischen Gebirgsgruppeneinteilung. Morrigl war Generalsekretär des Deutschen und Österreichischen Alpenvereins. So wundert es nicht, dass seine Systematik, auf der das Schutzhüttenverzeichnis des Vereins basierte, bis in die 1970er Jahre in ostalpinen Bergsteigerkreisen weitgehend akzeptiert wurde.

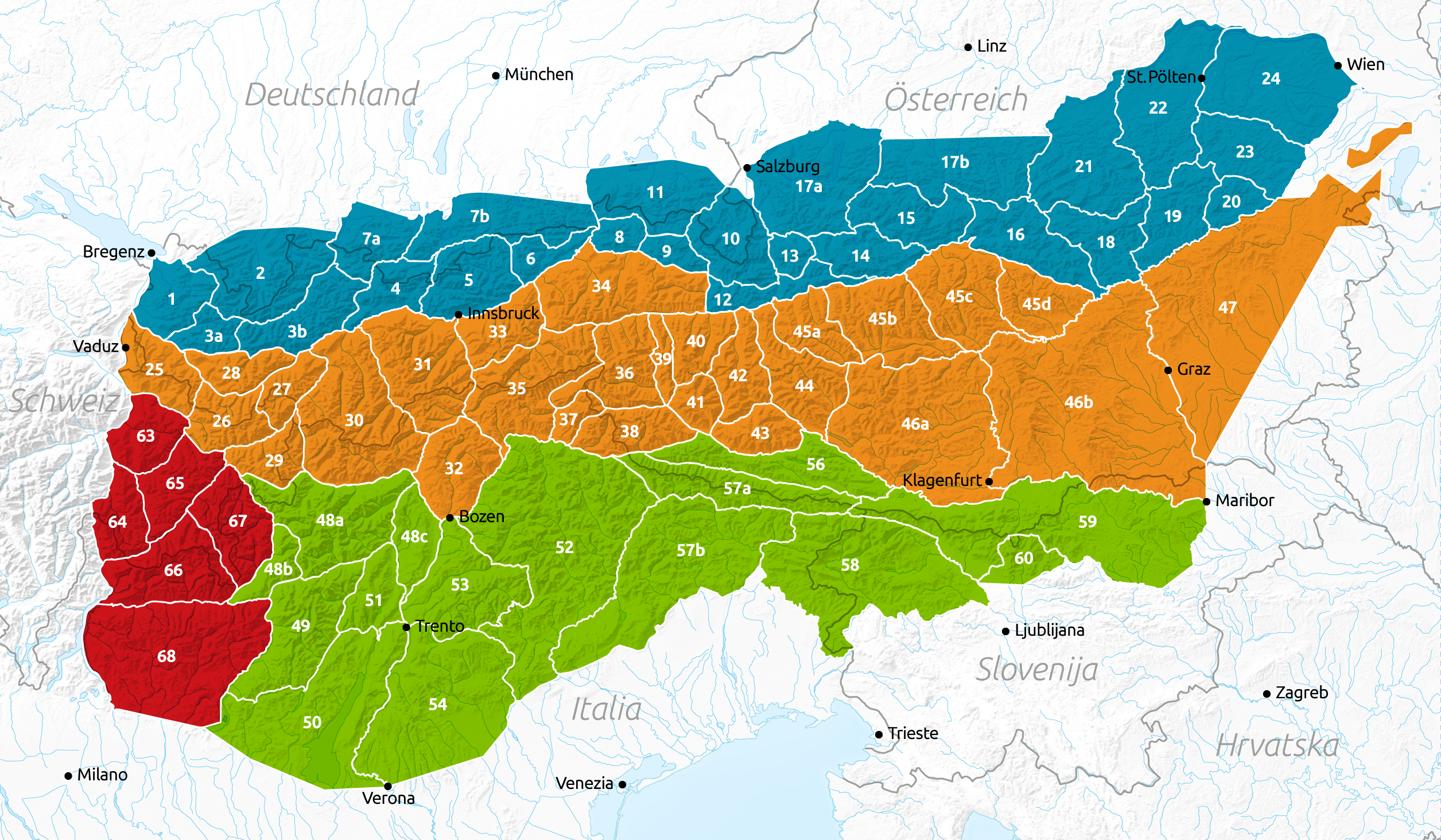
Einteilung der Ostalpen in Gebirgsgruppen gemäß Alpenverein

Die heute gültige Alpenvereinseinteilung der Ostalpen (AVE 84) ging 1984 aus einer in den 1970er Jahren begonnenen Revision der Morigglschen Systematik hervor. Maßgebend für die Revision, um die sich besonders Franz Grassler verdient gemacht hat, waren Änderungen im alpinen Sprachgebrauch, das alpinistische Interesse an bislang vernachlässigten Untergruppen und der Aufschwung des Skisports. Mit der AVE 84 wurde auch die eigenwillige Abgrenzung der Ost- von den Westalpen des Murriglschen Entwurfs korrigiert. Sie verläuft nunmehr entlang der Rhein-Splügen-Linie bis zum Comer See. Die AVE 84 ist in Deutschland und Österreich heute als touristischer Standard weitgehend anerkannt und wird vom DAV und OeAV verbindlich verwendet.

Französisch-italienische Partizione delle Alpi mit Dreiteilung in West-, Zentral- und Ostalpen.

Die Einteilung in Ost- und Westalpen der AVE 84 wird in anderen Alpenstaaten nicht uneingeschränkt geteilt. Der im Vergleich zu den Ostalpen komplexere Bau und die kompliziertere Topografie der französischen, italienischen und Schweizer Alpen mögen dazu beigetragen haben, dass in Frankreich und Italien mit der Partizione delle Alpi an einer Dreiteilung in West-, Zentral- und Ostalpen festgehalten wird (die Trennlinie zwischen West- und Zentralalpen verläuft hier allerdings weiter westlich als in Sonklars Gliederung der Alpen).
Einen nochmals anderen Ansatz verfolgt der Schweizer Alpen-Club mit seiner Einteilung der Schweizer Alpen, die vielfach administrativen Vorgaben (Kantonsgrenzen) folgt. Hier werden in der Folge manche Berge und Gebirgsketten in verschiedenen SAC-Führern beschrieben.

## Gesamtübersicht
Auch wenn man sich zwischen den Ländern im gesamten Alpenraum nicht auf ein einheitliches Konzept einigen konnte, so ist es dennoch möglich - ausgehend von der AVE -, eine Gesamtdarstellung von zusammen 106 Gebirgsgruppen vorzunehmen, wie sie von mehreren Autoren und Institutionen auch dargestellt werden. Diese erlaubt eine klare Zuordnung jedes Berges der Alpen, was nicht bedeutet, dass es auch hiervon abweichende Zuordnungen gibt, worauf an betreffenden Stellen auch hingewiesen wird.